# John McAlister
John McAlister (1842-1918) est un avocat et un homme politique canadien du Nouveau-Brunswick.

## Biographie
John McAlister naît le 27 juillet 1842 à Durham Centre, aujourd'hui un quartier de Belledune, au Nouveau-Brunswick dans une famille d'origine écossaise. Il était le fils de John McAlister (1807-1875), enseignant et avocat, et de Catherine Murphy (1813-1894), mariés le 14 mars 1839. John alla à l'école de Durham et à l'Académie presbytérienne de Chatham. Il est appelé au Barreau en 1879 et est nommé au Conseil de la Reine en 1894. Il fonde un bureau d'avocat, Mcallister & Mott, avec William Albert Mott.
Parallèlement à sa carrière d'avocat, il est consul de Suède de 1880 à 1888 et consul des États-Unis de 1888 à 1891.
Intéressé par la politique, il devient le premier maire de Campbellton en 1888 et conserve ce poste pendant dix mois, avant d'être défait par William W. Doherty. Il est ensuite élu député libéral-conservateur de la circonscription de Restigouche le 5 mars 1891. Il est réélu aux élections suivantes en 1896 mais est battu à celles de 1900 par James Reid.
John McAlister est mort le 4 novembre 1918.